# Canton de Brienne-le-Château
Le canton de Brienne-le-Château est une circonscription électorale française située dans le département de l'Aube et la région Grand Est.

## Histoire
Le canton s'est appelé "Brienne-Napoléon" sous le Second Empire.
Un nouveau découpage territorial de l'Aube (département) entre en vigueur à l'occasion des élections départementales de mars 2015, défini par le décret du 21 février 2014, en application des lois du 17 mai 2013 (loi organique 2013-402 et loi 2013-403). Les conseillers départementaux sont, à compter de ces élections, élus au scrutin majoritaire binominal mixte. Les électeurs de chaque canton élisent au Conseil départemental, nouvelle appellation du Conseil général, deux membres de sexe différent, qui se présentent en binôme de candidats. Les conseillers départementaux sont élus pour six ans au scrutin binominal majoritaire à deux tours, l'accès au second tour nécessitant 12,5 % des inscrits au premier tour. En outre la totalité des conseillers départementaux est renouvelée. Ce nouveau mode de scrutin nécessite un redécoupage des cantons dont le nombre est divisé par deux avec arrondi à l'unité impaire supérieure si ce nombre n'est pas entier impair, assorti de conditions de seuils minimaux. Dans l'Aube, le nombre de cantons passe ainsi de 33 à 17. Le nombre de communes du canton de Brienne-le-Château passe de 25 à 53.
Le nouveau canton de Brienne-le-Château est formé de communes des anciens cantons de Chavanges (16 communes), de Piney (10 communes), de Brienne-le-Château (25 communes) et de Vendeuvre-sur-Barse (2 communes). Avec ce redécoupage administratif, le territoire du canton s'affranchit des limites d'arrondissements, avec 43 communes incluses dans l'arrondissement de Bar-sur-Aube et 10 dans l'arrondissement de Troyes. Le bureau centralisateur est situé à Brienne-le-Château.

## Géographie
Ce canton est organisé autour de Brienne-le-Château dans les arrondissements de Bar-sur-Aube et de Troyes. 

## Représentation

### Conseillers d'arrondissement de 1833 à 1940
Le canton de Brienne avait deux conseillers d'arrondissement.
| Période                                  | Période | Identité                         | Étiquette        | Qualité |
| ---------------------------------------- | ------- | -------------------------------- | ---------------- | --- |
| 1833                                     | 1845    | Marie Léonard Moreaux            |                  | Propriétaire, maire de Blaincourt                                                                           |
| 1833                                     | 1839    | Nicolas Pierre Delaine           |                  | Notaire, juge de paix, procureur, propriétaire à Dienville                                                  |
| 1839                                     | 1848    | Louis Brice Chavance (1795-1873) |                  | Notaire royal, maire de Brienne-le-Château                                                                  |
| 1845                                     | 1848    | Pierre Victoire Colarey          |                  | Maire de Lesmont                                                                                            |
|                                          |         |                                  |                  | |
| 1922                                     | 1934    | Henri Antoine-Doré               |                  | Maire de Saint-Léger-sous-Brienne                                                                           |
| 1922                                     | 1934    | Victor Brelest                   | Radical          | Agriculteur, maire de Dienville                                                                             |
| 1934                                     | 1940    | Paul Dérisson                    | Bloc des droites | Propriétaire à Hampigny                                                                                     |
| 1934                                     | 1940    | Paul Girard                      | Bloc des droites | Juge de paix de Brienne-le-Château, maire de Dienville                                                      |
| 1940                                     |         |                                  |                  | Les conseils d'arrondissement ont été suspendus par la loi du 12 octobre 1940 et n'ont jamais été réactivés |
| Les données manquantes sont à compléter. |         |                                  |                  | |

### Conseillers généraux de 1833 à 2015
| Période      | Période          | Identité                                | Étiquette           | Qualité |
| ------------ | ---------------- | --------------------------------------- | ------------------- | --- |
| 1833         | 1848             | Nicolas François Deligny                |                     | Propriétaire, maire de Précy-Notre-Dame                                                                    |
| 1848         | 1852             | Louis Brice Chavance                    |                     | Notaire, maire de Brienne-le-Château, conseiller d'arrondissement                                          |
| 1852         | 1861             | Memmie-Rose de Maupas                   | Majorité dynastique | Député (1852-1861), ancien conseiller d'arrondissement du canton de Bar-sur-Aube                           |
| 1861         | 1864             | Louis Brice Chavance                    |                     | Maire de Brienne-le-Château                                                                                |
| 1864         | 1876 (démission) | Prince Gontran de Bauffremont-Courtenay | Droite              | Officier de cavalerie Propriétaire Maire de Brienne-Napoléon                                               |
| 1876         | 1877             | Anatole Maury                           | Républicain         | Notaire - Maire de Lesmont                                                                                 |
| 1877         | 1897 (décès)     | Prince Gontran de Bauffremont-Courtenay | Droite              | Officier de cavalerie Propriétaire Maire de Brienne-le-Château                                             |
| 1897         | 1905 (décès)     | Anatole Maury                           | Républicain         | Notaire - Maire de Lesmont                                                                                 |
| 1905         | 1919             | Anatole Rolland                         | Rad.                | Vétérinaire - Maire de Dienville                                                                           |
| 1919         | 1937             | Grégoire Royer                          | Rad.ind.            | Vétérinaire à Dienville                                                                                    |
| 1937         | 1940             | Victor Brelest                          | Rad.                | Cultivateur, maire de Dienville, ancien conseiller d'arrondissement Nommé conseiller départemental en 1943 |
|              |                  |                                         |                     | |
| 1945         | 1949             | Émile Collin                            | SFIO                | Boulanger                                                                                                  |
| 1949         | 1957 (décès)     | Charles Péquegnot                       | Rad.                | Négociant en bois à Brienne-le-Château                                                                     |
| 10 mars 1957 | 1967             | Maurice Doucet                          | Rad puis SFIO       | Maire de Rosnay                                                                                            |
| 1967         | 1979             | Joseph Wagner                           | Centriste puis DVD  | Maire de Brienne-le-Château                                                                                |
| 1979         | 1992             | Pierre Rahon                            | PCF                 | Instituteur, maire de Brienne-le-Château (1983-1995)                                                       |
| 1992         | 1998             | Jacky Taupin                            | DVD                 | Agriculteur Maire de Pel-et-Der                                                                            |
| 1998         | 2004             | Pierre Rahon                            | PCF                 | Ancien maire de Brienne-le-Château                                                                         |
| 2004         | 2011             | Nicolas Dhuicq                          | UMP                 | Psychiatre des hôpitaux Député (2007-2017) Maire de Brienne-le-Château depuis 2001                         |
| 2011         | 2015             | Jean-Marie Coutord                      | DVD                 | Maire de Radonvilliers (2008-2014)                                                                         |

### Représentation après 2015
| Période élective | Période élective | Mandat | Mandat   | Identité              | Nuance | Nuance | Qualité |
| ---------------- | ---------------- | ------ | -------- | --------------------- | ------ | ------ | --- |
| 2015             | 2021             | 2015   | 2021     | Jean-Marie Coutord    |        | DVD    | Directeur d'agence bancaire Maire de Radonvilliers (2008-2014)                                                  |
| 2015             | 2021             | 2015   | 2021     | Joëlle Pesme          |        | DVD    | Exploitante agricole Maire de Pars-lès-Chavanges, ancienne conseillère générale du canton de Chavanges          |
| 2021             | 2028             | 2021   | en cours | Angélique Guilleminot |        | DVD    | Présidente de l'association régionale des industries agroalimentaires de Champagne-Ardennes, Brienne-le-Château |
| 2021             | 2028             | 2021   | en cours | Olivier Jacquinet     |        | DVD    | Cadre de la fonction publique Maire de Mesnil-Sellières, Président de la Communauté de communes                 |

### Résultats détaillés

#### Élections de mars 2015
À l'issue du premier tour des élections départementales de 2015, deux binômes sont en ballottage : Jean-Marie Coutord et Joëlle Pesme (DVD, 43,92 %) et Marie-Cécile Cerf et Didier Fiot (FN, 38,1 %). Le taux de participation est de 55,83 % (6 058 votants sur 10 851 inscrits) contre 50,14 % au niveau départemental et 50,17 % au niveau national.
Au second tour, Jean-Marie Coutord et Joëlle Pesme (DVD) sont élus avec 59,49 % des suffrages exprimés et un taux de participation de 56,79 % (3 397 voix pour 6 162 votants et 10 850 inscrits).

#### Élections de juin 2021
Le premier tour des élections départementales de 2021 est marqué par un très faible taux de participation (33,26 % au niveau national). Dans le canton de Brienne-le-Château, ce taux de participation est de 38,57 % (4 172 votants sur 10 816 inscrits) contre 32,18 % au niveau départemental. À l'issue de ce premier tour, deux binômes sont en ballottage : Angélique Guilleminot et Olivier Jacquinet (DVD, 34,16 %) et Nathalie Carillon et Laurent Sibois (DVD, 29,61 %).
Le second tour des élections est marqué une nouvelle fois par une abstention massive équivalente au premier tour. Les taux de participation sont de 34,3 % au niveau national, 32,31 % dans le département et 40,09 % dans le canton de Brienne-le-Château. Angélique Guilleminot et Olivier Jacquinet (DVD) sont élus avec 50,28 % des suffrages exprimés (1 980 voix pour 4 335 votants et 10 814 inscrits),,. 

## Composition

### Composition avant 2015
Le canton de Brienne-le-Château regroupait vingt-cinq communes.
| Nom                            | Code Insee | Codepostal | Superficie (km2) | Population (dernière pop. légale) | Densité (hab./km2) |
| ------------------------------ | ---------- | ---------- | ---------------- | --------------------------------- | ------------------ |
| Brienne-le-Château (chef-lieu) | 10064      | 10500      | 21,56            | 2 987 (2012)                      | 139                |
| Bétignicourt                   | 10044      | 10500      | 3,18             | 31 (2012)                         | 9,7                |
| Blaincourt-sur-Aube            | 10046      | 10500      | 5,79             | 97 (2012)                         | 17                 |
| Blignicourt                    | 10047      | 10500      | 4,27             | 41 (2012)                         | 9,6                |
| Brienne-la-Vieille             | 10063      | 10500      | 16,21            | 452 (2012)                        | 28                 |
| Courcelles-sur-Voire           | 10105      | 10500      | 4,90             | 25 (2012)                         | 5,1                |
| Dienville                      | 10123      | 10500      | 20,34            | 905 (2012)                        | 44                 |
| Épagne                         | 10138      | 10500      | 3,94             | 124 (2012)                        | 31                 |
| Hampigny                       | 10171      | 10500      | 9,49             | 253 (2012)                        | 27                 |
| Lassicourt                     | 10189      | 10500      | 7,73             | 70 (2012)                         | 9,1                |
| Lesmont                        | 10193      | 10500      | 9,92             | 331 (2012)                        | 33                 |
| Maizières-lès-Brienne          | 10221      | 10500      | 9,50             | 181 (2012)                        | 19                 |
| Mathaux                        | 10228      | 10500      | 12,44            | 219 (2012)                        | 18                 |
| Molins-sur-Aube                | 10243      | 10500      | 6,26             | 106 (2012)                        | 17                 |
| Pel-et-Der                     | 10283      | 10500      | 13,18            | 147 (2012)                        | 11                 |
| Perthes-lès-Brienne            | 10285      | 10500      | 3,63             | 82 (2012)                         | 23                 |
| Précy-Notre-Dame               | 10303      | 10500      | 4,53             | 85 (2012)                         | 19                 |
| Précy-Saint-Martin             | 10304      | 10500      | 6,57             | 195 (2012)                        | 30                 |
| Radonvilliers                  | 10313      | 10500      | 23,29            | 407 (2012)                        | 17                 |
| Rances                         | 10315      | 10500      | 3,81             | 40 (2012)                         | 10                 |
| Rosnay-l'Hôpital               | 10326      | 10500      | 12,47            | 224 (2012)                        | 18                 |
| Saint-Christophe-Dodinicourt   | 10337      | 10500      | 4,87             | 32 (2012)                         | 6,6                |
| Saint-Léger-sous-Brienne       | 10345      | 10500      | 13,52            | 393 (2012)                        | 29                 |
| Vallentigny                    | 10393      | 10500      | 15,74            | 180 (2012)                        | 11                 |
| Yèvres-le-Petit                | 10445      | 10500      | 8,35             | 67 (2012)                         | 8                  |

À l'exception de Dienville, toutes ces communes constituaient la Communauté de communes du Briennois.

### Composition à partir de 2015
Le nouveau canton de Brienne-le-Château comprend cinquante-trois communes entières.
| Nom                                        | Code Insee | Intercommunalité                     | Superficie (km2) | Population (dernière pop. légale) | Densité (hab./km2) | Modifier                                    |
| ------------------------------------------ | ---------- | ------------------------------------ | ---------------- | --------------------------------- | ------------------ | ------------------------------------------- |
| Brienne-le-Château (bureau centralisateur) | 10064      | CC des Lacs de Champagne             | 21,56            | 2 703 (2022)                      | 125                | modifier les données · modifier les données |
| Arrembécourt                               | 10010      | CC des Lacs de Champagne             | 7,12             | 47 (2022)                         | 6,6                | modifier les données · modifier les données |
| Assencières                                | 10014      | CC Forêts, Lacs, Terres en Champagne | 7,39             | 189 (2022)                        | 26                 | modifier les données · modifier les données |
| Aulnay                                     | 10017      | CC des Lacs de Champagne             | 10,44            | 110 (2022)                        | 11                 | modifier les données · modifier les données |
| Bailly-le-Franc                            | 10026      | CC des Lacs de Champagne             | 6,00             | 36 (2022)                         | 6,0                | modifier les données · modifier les données |
| Balignicourt                               | 10027      | CC des Lacs de Champagne             | 13,06            | 57 (2022)                         | 4,4                | modifier les données · modifier les données |
| Bétignicourt                               | 10044      | CC des Lacs de Champagne             | 3,18             | 33 (2022)                         | 10                 | modifier les données · modifier les données |
| Blaincourt-sur-Aube                        | 10046      | CC des Lacs de Champagne             | 5,79             | 98 (2022)                         | 17                 | modifier les données · modifier les données |
| Blignicourt                                | 10047      | CC des Lacs de Champagne             | 4,27             | 43 (2022)                         | 10                 | modifier les données · modifier les données |
| Bouy-Luxembourg                            | 10056      | CC Forêts, Lacs, Terres en Champagne | 12,04            | 248 (2022)                        | 21                 | modifier les données · modifier les données |
| Braux                                      | 10059      | CC des Lacs de Champagne             | 15,21            | 113 (2022)                        | 7,4                | modifier les données · modifier les données |
| Brévonnes                                  | 10061      | CC Forêts, Lacs, Terres en Champagne | 19,77            | 667 (2022)                        | 34                 | modifier les données · modifier les données |
| Brienne-la-Vieille                         | 10063      | CC des Lacs de Champagne             | 16,21            | 386 (2022)                        | 24                 | modifier les données · modifier les données |
| Chalette-sur-Voire                         | 10073      | CC des Lacs de Champagne             | 5,64             | 128 (2022)                        | 23                 | modifier les données · modifier les données |
| Chavanges                                  | 10094      | CC des Lacs de Champagne             | 29,79            | 580 (2022)                        | 19                 | modifier les données · modifier les données |
| Courcelles-sur-Voire                       | 10105      | CC des Lacs de Champagne             | 4,90             | 23 (2022)                         | 4,7                | modifier les données · modifier les données |
| Dienville                                  | 10123      | CC des Lacs de Champagne             | 20,34            | 821 (2022)                        | 40                 | modifier les données · modifier les données |
| Donnement                                  | 10128      | CC des Lacs de Champagne             | 11,24            | 73 (2022)                         | 6,5                | modifier les données · modifier les données |
| Dosches                                    | 10129      | CC Forêts, Lacs, Terres en Champagne | 20,64            | 312 (2022)                        | 15                 | modifier les données · modifier les données |
| Épagne                                     | 10138      | CC des Lacs de Champagne             | 3,94             | 131 (2022)                        | 33                 | modifier les données · modifier les données |
| Géraudot                                   | 10165      | CC Forêts, Lacs, Terres en Champagne | 16,74            | 339 (2022)                        | 20                 | modifier les données · modifier les données |
| Hampigny                                   | 10171      | CC des Lacs de Champagne             | 9,49             | 220 (2022)                        | 23                 | modifier les données · modifier les données |
| Jasseines                                  | 10175      | CC des Lacs de Champagne             | 16,29            | 160 (2022)                        | 9,8                | modifier les données · modifier les données |
| Joncreuil                                  | 10180      | CC des Lacs de Champagne             | 10,55            | 96 (2022)                         | 9,1                | modifier les données · modifier les données |
| Juvanzé                                    | 10183      | CC des Lacs de Champagne             | 4,94             | 35 (2022)                         | 7,1                | modifier les données · modifier les données |
| Lassicourt                                 | 10189      | CC des Lacs de Champagne             | 7,73             | 53 (2022)                         | 6,9                | modifier les données · modifier les données |
| Lentilles                                  | 10192      | CC des Lacs de Champagne             | 17,18            | 128 (2022)                        | 7,5                | modifier les données · modifier les données |
| Lesmont                                    | 10193      | CC des Lacs de Champagne             | 9,92             | 301 (2022)                        | 30                 | modifier les données · modifier les données |
| Magnicourt                                 | 10214      | CC des Lacs de Champagne             | 7,89             | 85 (2022)                         | 11                 | modifier les données · modifier les données |
| Maizières-lès-Brienne                      | 10221      | CC des Lacs de Champagne             | 9,50             | 160 (2022)                        | 17                 | modifier les données · modifier les données |
| Mathaux                                    | 10228      | CC des Lacs de Champagne             | 12,44            | 212 (2022)                        | 17                 | modifier les données · modifier les données |
| Mesnil-Sellières                           | 10239      | CC Forêts, Lacs, Terres en Champagne | 8,43             | 574 (2022)                        | 68                 | modifier les données · modifier les données |
| Molins-sur-Aube                            | 10243      | CC des Lacs de Champagne             | 6,26             | 103 (2022)                        | 16                 | modifier les données · modifier les données |
| Montmorency-Beaufort                       | 10253      | CC des Lacs de Champagne             | 9,38             | 142 (2022)                        | 15                 | modifier les données · modifier les données |
| Onjon                                      | 10270      | CC Forêts, Lacs, Terres en Champagne | 22,31            | 260 (2022)                        | 12                 | modifier les données · modifier les données |
| Pars-lès-Chavanges                         | 10279      | CC des Lacs de Champagne             | 8,50             | 47 (2022)                         | 5,5                | modifier les données · modifier les données |
| Pel-et-Der                                 | 10283      | CC des Lacs de Champagne             | 13,18            | 128 (2022)                        | 9,7                | modifier les données · modifier les données |
| Perthes-lès-Brienne                        | 10285      | CC des Lacs de Champagne             | 3,63             | 63 (2022)                         | 17                 | modifier les données · modifier les données |
| Piney                                      | 10287      | CC Forêts, Lacs, Terres en Champagne | 70,98            | 1 417 (2022)                      | 20                 | modifier les données · modifier les données |
| Précy-Notre-Dame                           | 10303      | CC des Lacs de Champagne             | 4,53             | 68 (2022)                         | 15                 | modifier les données · modifier les données |
| Précy-Saint-Martin                         | 10304      | CC des Lacs de Champagne             | 6,57             | 179 (2022)                        | 27                 | modifier les données · modifier les données |
| Radonvilliers                              | 10313      | CC des Lacs de Champagne             | 23,29            | 326 (2022)                        | 14                 | modifier les données · modifier les données |
| Rances                                     | 10315      | CC des Lacs de Champagne             | 3,81             | 46 (2022)                         | 12                 | modifier les données · modifier les données |
| Rosnay-l'Hôpital                           | 10326      | CC des Lacs de Champagne             | 12,47            | 160 (2022)                        | 13                 | modifier les données · modifier les données |
| Rouilly-Sacey                              | 10328      | CC Forêts, Lacs, Terres en Champagne | 19,48            | 388 (2022)                        | 20                 | modifier les données · modifier les données |
| Saint-Christophe-Dodinicourt               | 10337      | CC des Lacs de Champagne             | 4,87             | 32 (2022)                         | 6,6                | modifier les données · modifier les données |
| Saint-Léger-sous-Brienne                   | 10345      | CC des Lacs de Champagne             | 13,52            | 386 (2022)                        | 29                 | modifier les données · modifier les données |
| Saint-Léger-sous-Margerie                  | 10346      | CC des Lacs de Champagne             | 6,58             | 52 (2022)                         | 7,9                | modifier les données · modifier les données |
| Unienville                                 | 10389      | CC des Lacs de Champagne             | 11,79            | 108 (2022)                        | 9,2                | modifier les données · modifier les données |
| Val-d'Auzon                                | 10019      | CC Forêts, Lacs, Terres en Champagne | 27,58            | 364 (2022)                        | 13                 | modifier les données · modifier les données |
| Vallentigny                                | 10393      | CC des Lacs de Champagne             | 15,74            | 186 (2022)                        | 12                 | modifier les données · modifier les données |
| Villeret                                   | 10424      | CC des Lacs de Champagne             | 3,25             | 64 (2022)                         | 20                 | modifier les données · modifier les données |
| Yèvres-le-Petit                            | 10445      | CC des Lacs de Champagne             | 8,35             | 54 (2022)                         | 6,5                | modifier les données · modifier les données |
| Canton de Brienne-le-Château               | 1005       |                                      | 665,70           | 13 734 (2022)                     | 21                 | modifier les données                        |

## Démographie

### Démographie avant 2015
| 1962  | 1968  | 1975  | 1982  | 1990  | 1999  | 2006  | 2011  | 2012  |
| ----- | ----- | ----- | ----- | ----- | ----- | ----- | ----- | ----- |
| 8 717 | 8 958 | 8 607 | 8 474 | 8 043 | 7 590 | 7 755 | 7 702 | 7 674 |

### Démographie depuis 2015
En 2022, le canton comptait 13 734 habitants, en évolution de −4,45 % par rapport à 2016 (Aube : +0,7 %, France hors Mayotte : +2,11 %).
| 2013   | 2018   | 2022   |
| ------ | ------ | ------ |
| 14 687 | 14 149 | 13 734 |